# Basilika von Esquipulas

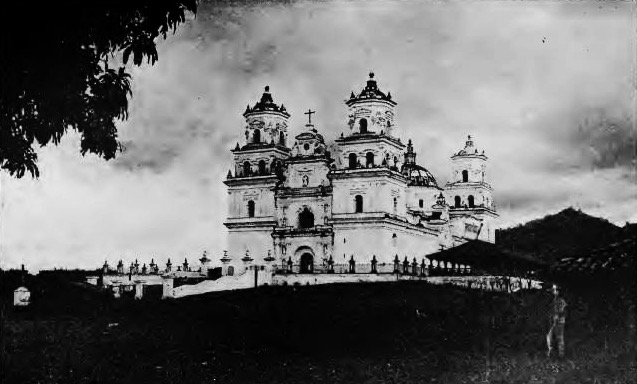
Basilika von Esquipulas, 1887

Die Basilika von Esquipulas oder Kathedralbasilika des Schwarzen Christus von Esquipulas  (spanisch: Basílica de Esquipulas oder Catedral Basílica del Cristo Negro de Esquipulas) ist eine Kirche in der Stadt Esquipulas, Guatemala, benannt nach der Statue des Schwarzen Christus von Esquipulas, die sie beherbergt. Sie ist die größte römisch-katholische Kirche in Mittelamerika und Südmexiko und die einzige in Amerika mit vier Glockentürmen. Die Wallfahrtskirche hat den Status einer Kathedrale, einer Basilica minor und eines katholischen Nationalheiligtums.

## Gebäude

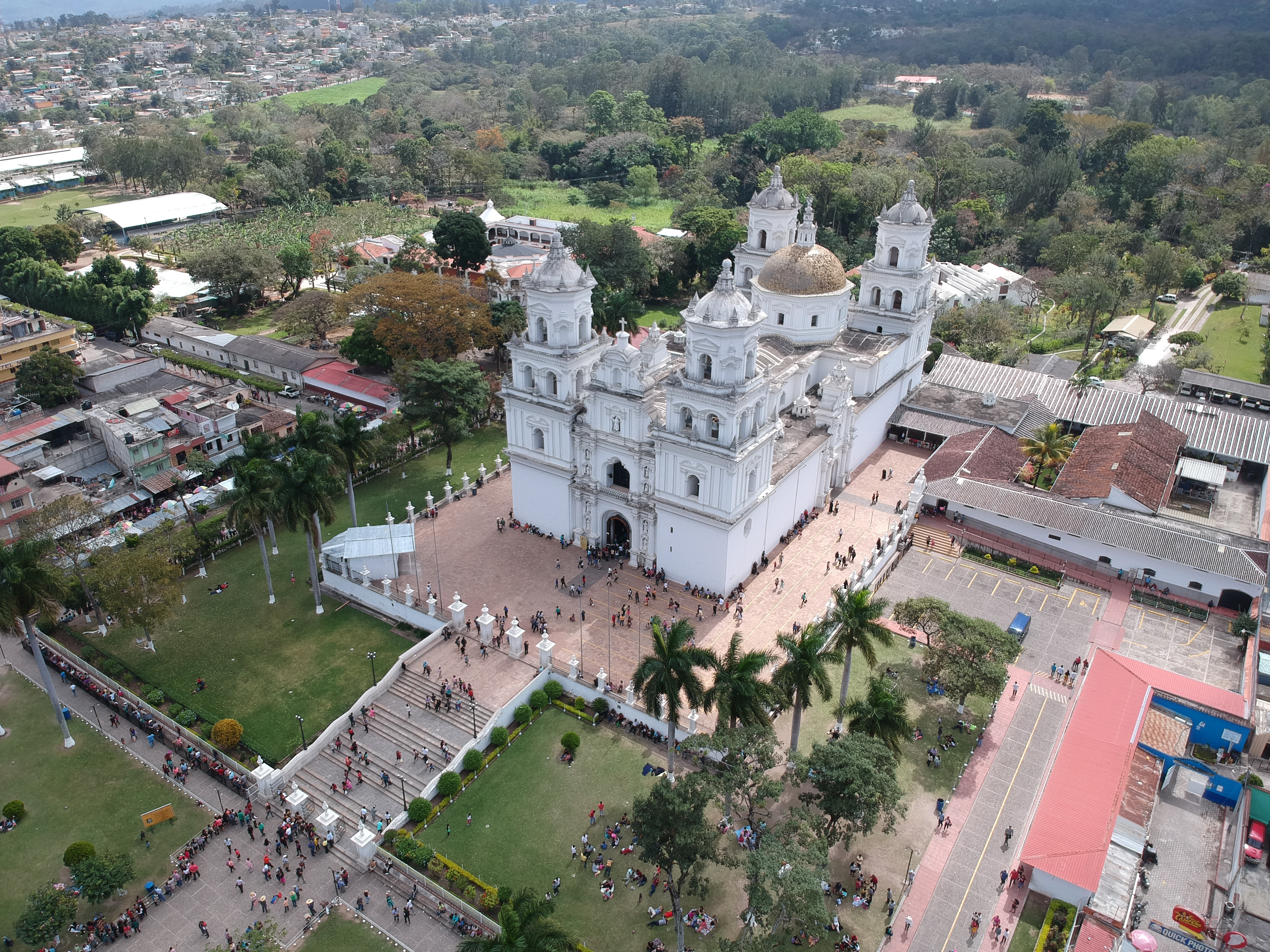
Wallfahrer vor der Basilika

Die dreischiffige Basilika wurde im Jahr 1758 fertiggestellt und am 4. Januar 1959 geweiht. Der Architekt Felipe Jose de Porres gestaltete die Kirche in einem zurückhaltenden barocken Stil für die stetig wachsende Pilgerschar. Auf einer hundert Meter langen und fünfzig breiten Plattform wurde die sechzig Meter lange, dreißig Meter breite und achtzehn Meter hohe Kirche errichtet. Die von vier seitlichen, fünfzig Metern hohen Glockentürmen flankierte Fassade zeigt Doppelsäulenpaare mit zwischenliegenden Nischen. Im Zentrum befindet sich der Vierungsturm mit einer durch Glasmalerei dekorierten Kuppel. Das Giebelfeld wird von Voluten und kleinen Zierobelisken begleitet, die sich auch an den in ein Oktogon mit abschließender Kuppel auslaufenden Türmen finden. Ungewöhnlich sind die nicht in gleicher Höhe durchlaufenden Gesimse.

## Geschichte
Die Kirche wurde von Papst Pius XII. im Jahre 1956 als Sitz der neuen Territorialprälatur Santo Cristo de Esquipulas bestimmt, deren erster Prälat in Personalunion der Erzbischof von Guatemala Mariano Rossell y Arellano war. Dieser wollte die Kathedrale durch ein Benediktinerkloster betreuen lassen, zu dessen Gründung 1959 drei Mönche der Abtei St. Joseph, Louisiana, entsandt wurden; das Benediktinerkloster von Esquipulas nimmt die Aufgabe bis heute wahr. 1961 erhob Papst Johannes XXIII. die Kirche in den Rang einer Basilica minor. Papst Johannes Paul II. besuchte die Kirche am 6. Februar 1996 im Verlauf seiner zweiten Apostolischen Reise nach Guatemala, um den vierhundertsten Jahrestag der Verehrung des Schwarzen Christus zu feiern.

## Wallfahrt

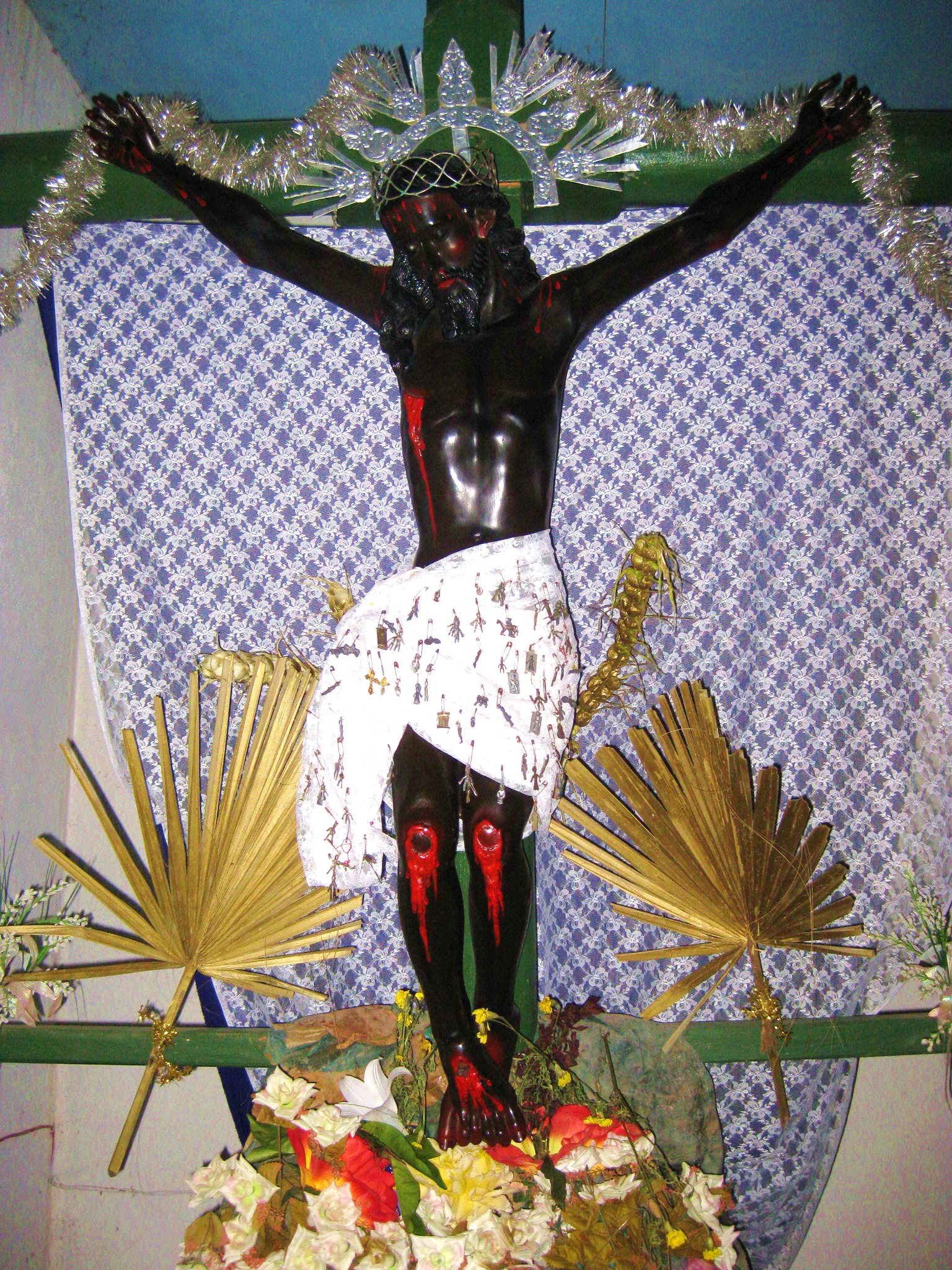
Schwarzer Christus

Die Kirche wird von etwa 4,5 Millionen Pilgern jährlich besucht, darunter 1,5 Millionen in den Tagen vor ihrem Patronatsfest am 15. Januar und den Feierlichkeiten am 9. März, der das Datum der Ankunft des Kruzifixes in der Stadt im Jahre 1595 markiert. Das Kruzifix wurde ursprünglich in einer Kapelle präsentiert, bevor es am Ende des 17. Jahrhunderts wegen des größer werdenden Pilgerstroms in die örtliche Pfarrkirche gebracht wurde und dann mit der Weihe in die neue Kirche kam. 

## Sonstiges
Bei einem Besuch im Jahre 1840 beschrieb der Anthropologe John Lloyd Stephens die Kirche als das „einzige Objekt von Interesse“ der Stadt.